# FC Dinamo Moscú II
El FC Dynamo-2 Moscow (en ruso: «Динамо-2» (Москва)) es un equipo de fútbol de Rusia que juega en la Segunda División de Rusia, la tercera liga de fútbol más importante del país.

## Historia
Fue fundado en el año 1986 con el nombre Dynamo-d Moscow como un equipo filial del FC Dinamo Moscú, por lo que no puede jugar en la Liga Premier de Rusia, pero sus jugadores están habilitados para jugar con el primer equipo en la Liga Premier.